# ブロンクス (カクテル)
ブロンクス (Bronx) は、ジンをベースとするカクテルであり、ショートドリンク（ショートカクテル）に分類される。カクテル名はニューヨークのブロンクス区に由来する。
アメリカの禁酒法時代に、密造された粗悪なジンを飲むために考えられたとも、摘発逃れのカモフラージュのために考案されたともいわれる。マティーニにオレンジ・ジュースを加えたようなレシピとしても知られるが、マティーニと異なりベルモットはドライ・ベルモット、スイート・ベルモットの両方を使用する。
クリスマスの時に飲まれてきた代表的なカクテルとして知られ、現在でもクリスマスが近づくとよく飲まれる。

## レシピ
- ドライ・ジン - 30 ml
- ドライ・ベルモット - 10 ml
- スイート・ベルモット - 10 ml
- オレンジ・ジュース - 10 ml

### 作り方
ドライ・ジン、ドライ・ベルモット、スイート・ベルモット、オレンジ・ジュースをシェークして、大型のカクテル・グラス（容量90ml程度）に注げば完成である。

### 備考
オレンジ・ジュースを30ml、ドライ・ジン、ドライ・ベルモット、スイート・ベルモットを各10ml使用するレシピもある。この場合のアルコール度数は上記のレシピより低くなり、19度程度になる。

## バリエーション
材料に卵黄を加えたものはゴールデン・ブロンクス（ブロンクス・ゴールド）、卵白を加えたものはシルバー・ブロンクス（ブロンクス・シルバー）と呼ばれる。